# Kizinka
Kizinka (del ruso: Кизинка) es un jútor del raión de Mostovskói del krai de Krasnodar, en el Cáucaso de Rusia. Se encuentra situada en la desembocadura del río Kizinchi, afluente del río Jodz, de la cuenca del río Kubán, 27 km al sudoeste de Mostovskói y 159 km al sudeste de Krasnodar, capital del krai. Tenía 19 habitantes en 2010.
Pertenece al municipio Bágovskoye.